# Hauenstein (Grazer Bergland)
Der Hauenstein ist ein 650 m ü. A. hoher Hügel im Grazer Bergland im österreichischen Bundesland Steiermark. Er befindet sich im Nordosten der Landeshauptstadt Graz und zeichnet sich durch eine ausgesprochen hohe Artenvielfalt aus. Insbesondere der aufgelassene Kollermichl-Steinbruch entwickelte sich zum Sekundärbiotop für wärmeliebende Pflanzen- und Insektenarten.

## Lage und Umgebung
Der Hauenstein liegt im Norden des Grazer Stadtbezirks Mariatrost unweit der Gemeindegrenze zu Weinitzen. Er erhebt sich nordwestlich über dem Föllinger Becken und nordöstlich über dem Dorf Wenisbuch. Auf der Westseite trennt der Linecksattel (623 m) den Hauenstein vom Lineckberg, in alle anderen Richtungen fällt das Gelände steil ab. An der Südseite des Berges entspringen der Rettenbach, der ab Laufkilometer zwei die gleichnamige Klamm bildet, und der Tullbach. Beide münden in den Mariatroster Bach. Der Hauenstein ist Teil des Landschaftsschutzgebiets Nördliches und östliches Hügelland von Graz (LSG-30) und von zwei Seiten auf Wanderwegen zu erreichen.

## Geologie und Geomorphologie

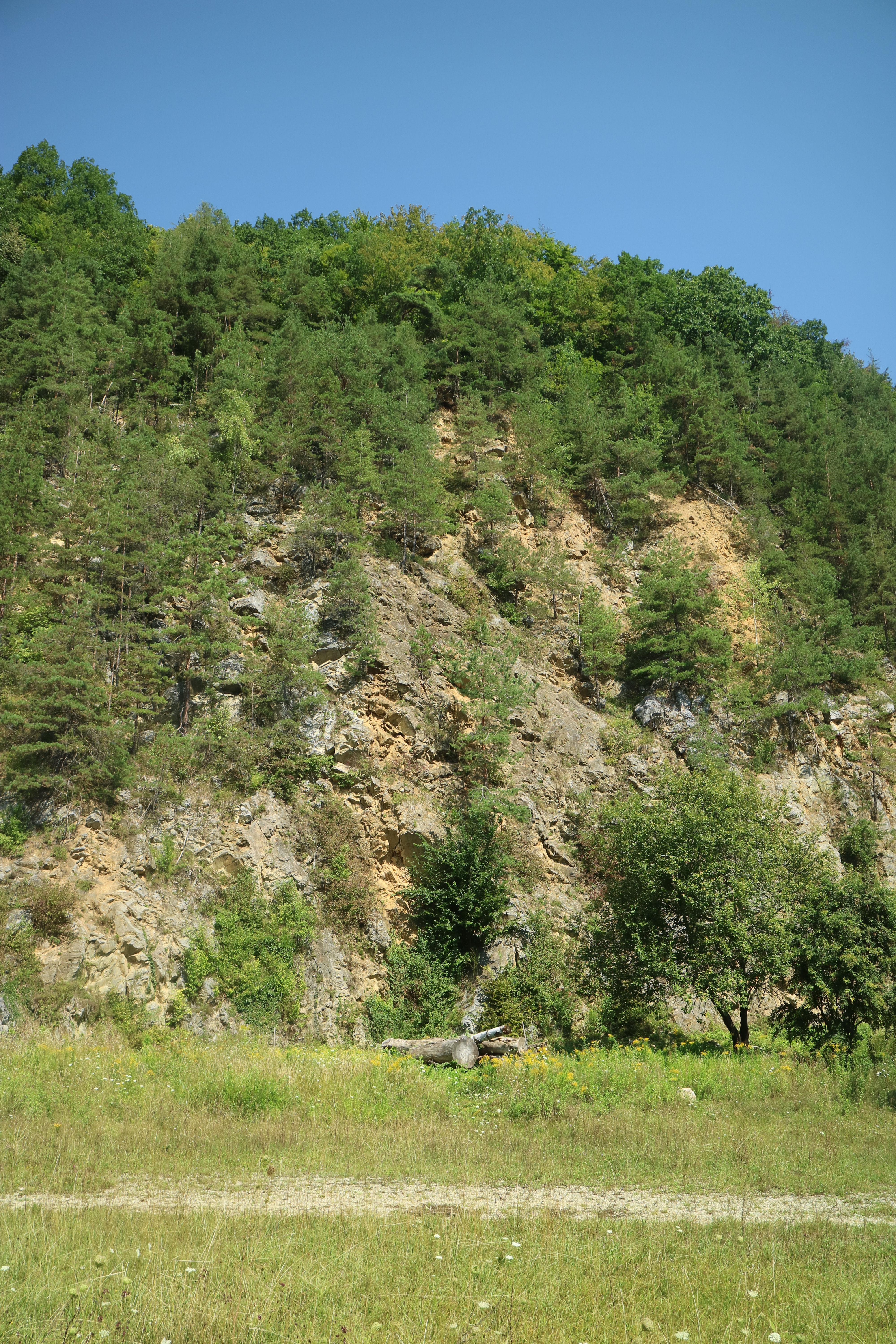
Kollermichl-Steinbruch

Der Hauenstein gehört geologisch dem Grazer Paläozoikum an und ist am linken Murufer die südlichste Erhebung dieser Lithologie, die das tertiäre Hügelland deutlich überragt. Der Berg ist aus Schöcklkalk aufgebaut, der im Westen (Lineckberg) von Phylliten und Schwarzschiefern sowie rötlichen Lehmen mit aufgearbeiteten Schiefern überdeckt wird. Im Süden und Osten, wo der geologische Übergang zu den miozänen Schottern und Sanden erfolgt, finden sich Einschaltungen von Eggenberger Brekzie.
In der Südostflanke des Hauensteins befindet sich der bereits 1954 stillgelegte Kollermichl-Steinbruch. Von der 185 m langen und 60 m tiefen Anlage zum Abbau von Schöcklkalk ist heute noch eine etwa 26 m hohe, südsüdostexponierte Felswand erhalten. Die Abbausohle wurde im Jahr 1998 teilweise mit Fremdmaterial aufgeschüttet und ist heute frei zugänglich. Noch in den 90er Jahren waren am Linecksattel Reste eines Kalkofens erhalten. Von mineralogischem Interesse waren Funde von Calcit-Zwillingen und säuligen, bis 1,5 cm langen Individuen von Staurolith.

## Flora und Fauna
Wie etwa die Aufzeichnungen eines Schmetterlingssammlers aus dem Jahr 1935 belegen, trug der Hauenstein früher die Bezeichnung Keltenhügel. Der Hügel ist von einer gewissen Klimagunst geprägt, die beispielsweise im 19. Jahrhundert für den Weinbau genutzt wurde. Bis Mitte des 20. Jahrhunderts präsentierte sich der Berg als teilweise von lockerem Gebüsch bestandene Trockenwiese. Danach verwaldete das Gelände sukzessive und der Steinbruch entwickelte sich aufgrund ausbleibender Renaturierungsmaßnahmen zu einem wichtigen Sekundärbiotop für thermo- und xerophile Tier- und Pflanzenarten. Heinz Habeler stellte die These auf, dass einige dieser Arten bereits im Mittelalter aus dem Mittelmeerraum eingewandert sein könnten. 2008 kaufte die Stadt Graz ein 8,5 ha großes Areal rund um den Steinbruch, das seither vom Naturschutzbund betreut wird. Im Fokus steht ein Biotopmanagementplan zur Erhaltung der laufend aktualisierten Artenbestände. 2013 diente der Hauenstein der naturkundlichen Abteilung am Universalmuseum Joanneum als Anschauungsbeispiel zum Thema „Biodiversität vor der Haustür“. Eine geplante Ausweisung als Naturschutzgebiet ist bis heute ausständig.

### Flora

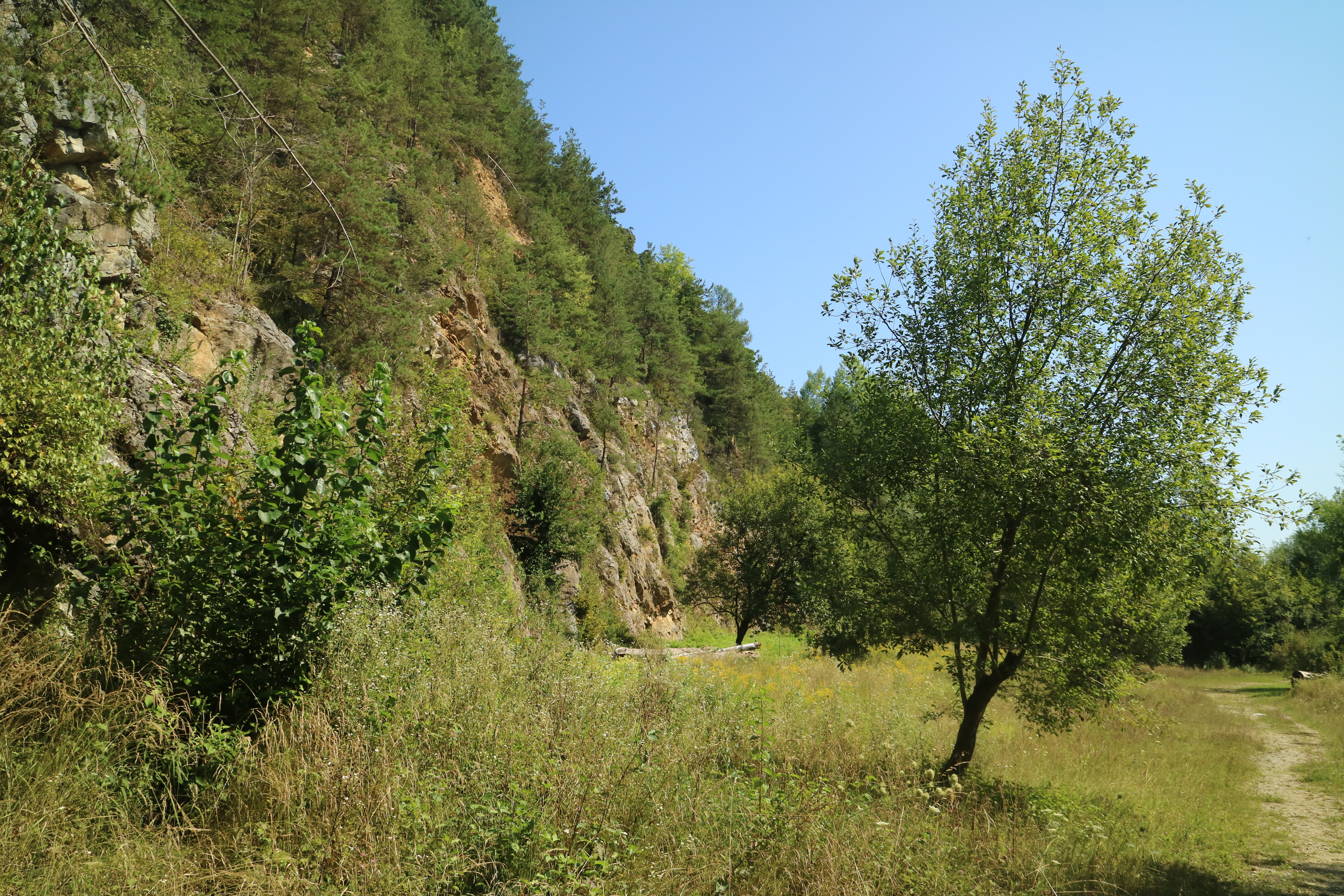
Pioniervegetation an der Sohle des Kollermichl-Steinbruchs

Der Hauenstein liegt in der Vegetationsstufe des Laubmischwaldes, die bis in eine Höhe von 500 m von Eichen und Hainbuchen und darüber von der Rotbuche dominiert wird. Auf dem Hügel bestehen 15 verschiedene Lebensraumtypen bzw. Kleinlebensräume, die sich in Wald- und Grünlandbiotope einteilen lassen. Den größten Flächenanteil nehmen thermo- und mesophile Kalkbuchenwälder ein, die an besonders warmen Standorten von Sträuchern wie Echter Mehlbeere und der seltenen Elsbeere bestanden werden. In der Krautschicht profitieren Orchideen wie Rotes und Weißes Waldvöglein von der Klimagunst, Trauben-Gamander und Rosmarin-Weidenröschen passen sich den hageren Kalkböden an. Den Baumbestand bilden außerdem Traubeneiche, Feldahorn, Winterlinde, Edelkastanie und Stieleiche. Im Sekundärbestand tritt die Rotföhre auf. Die felsdurchsetzte Nordseite des Berges wird von schattig-feuchten Lebensräumen mit Bärlauch und Zyklamen sowie Fichtenforsten mit Schlagfluren und Ruderalarten bestimmt. Am Steinbruch haben sich neben Halbtrockenrasen Pionierpflanzen wie Hänge-Birke, Espe und Sal-Weide angesiedelt. Durch zunehmenden Bewuchs der Felswand geraten die xerothermen Standorte dort in Gefahr. An den Südhängen des Berges existieren einige wenige Feucht- und Fettwiesen.
Zwischen 2004 und 2016 wurden am Hauenstein insgesamt 470 Arten von Gefäßpflanzen festgestellt, wovon eine vollkommen und 26 teilweise geschützt sind. Von den unter Schutz stehenden sind wiederum sechs verschieden stark gefährdet. 38 Arten wurden als Neophyten, davon 13 als invasiv klassifiziert. Im Oktober 2010 konnten darüber hinaus 278 Pilzarten gesammelt werden, darunter Schlauchpilze wie Grüngelbes Gallertkäppchen und Gruben-Lorchel oder Blätterpilze wie Goldflüssiger Milchling und Kokosflocken-Milchling. Ebenso erwähnenswert sind Vorkommen von Violettlichem Gürtelfuß, Gift-Häubling und Täuschendem Haarsträubling, des Weiteren elf Arten aus der Familie der Schnecklinge. Von den Speisepilzen stechen diverse Pfifferlingsarten und Schwarzfaseriger Ritterling hervor.

### Fauna

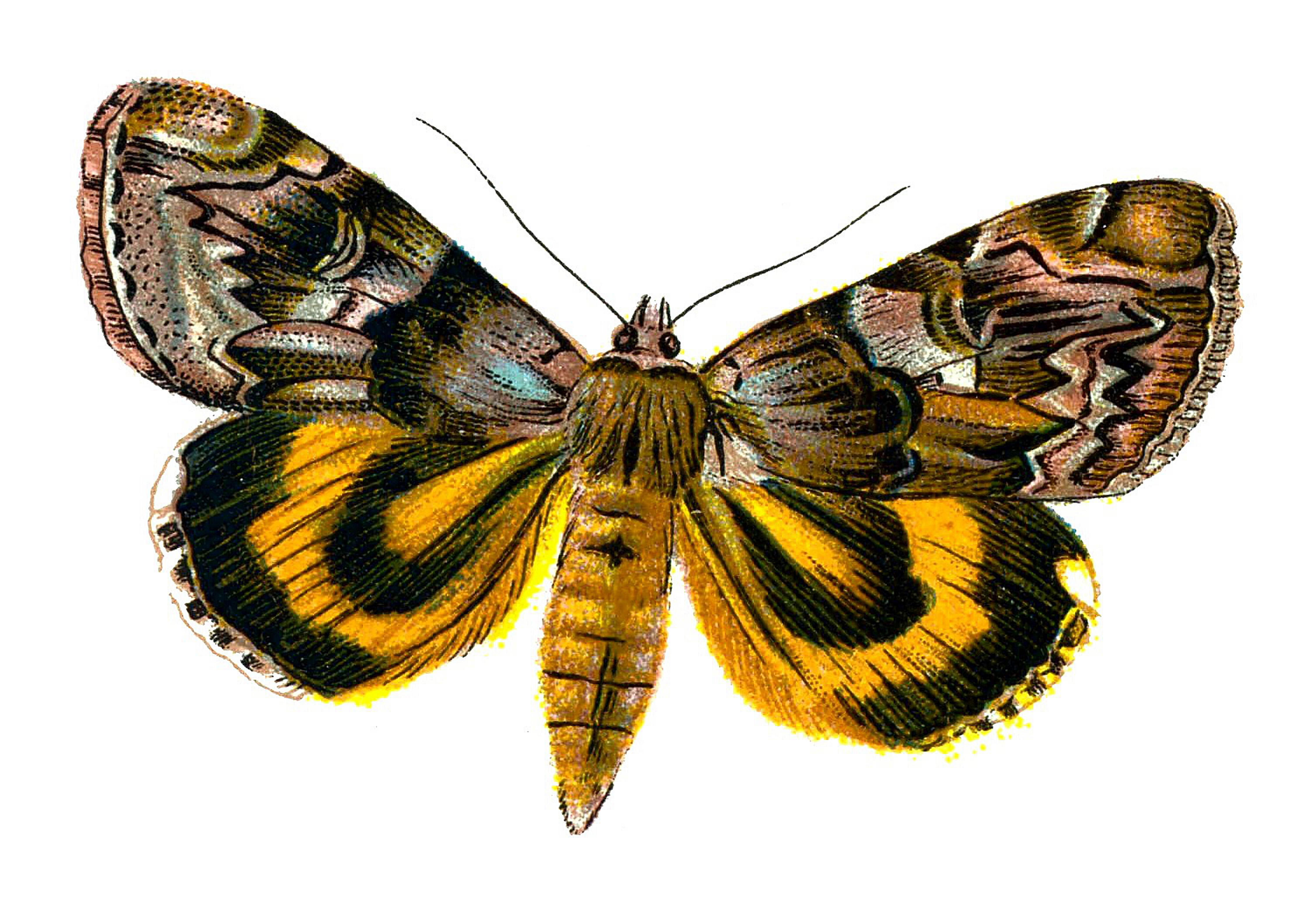
Gelbes Ordensband

Altholzbestände am Berg dienen einigen Vogelarten, darunter Buntspecht, Grauspecht, Grünspecht und Schwarzspecht als Lebensraum und Nahrungsquelle. An den wärmebegünstigten Felsen und Abhängen leben Mauereidechse und Blindschleiche. Unter den zahlreichen Insektenfamilien nehmen die Schmetterlinge mit annähernd 800 vorkommenden Tag- und Nachtfalterarten eine besondere Rolle ein. Gewisse Arten konnten von den zuwachsenden Trockenwiesen in das Steinbruchareal übersiedeln. Ein wichtiger Vertreter der Eulenfalter ist das stark gefährdete Gelbe Ordensband, dessen Raupen sich von Schlehdorn, Weißdorn und Eichen ernähren. Aus diesem Grund wurden mehrere Dutzend Stieleichen gesetzt und vor Wildverbiss geschützt. Weitere unter Schutz stehende Schmetterlingsarten sind Großer Feuerfalter und Spanische Flagge. Nicht weniger bedeutend ist das Vorkommen von mehr als 100 verschiedenen Wildbienenarten. Ebenfalls für das Bundesland endemisch ist der Langbeinige Pillendreher. Andere gefährdete Insektenarten am Hauenstein sind Hirschkäfer und Gottesanbeterin.